# Джеймс Фулбрайт
Джеймс Вільям Фулбрайт (англ. James William Fulbright; 9 квітня 1905, Самнер, Штат Міссурі — 9 лютого 1995, Вашингтон) — американський політичний діяч, голова комітету з міжнародних справ Сенату США, сенатор. Засновник програми Фулбрайта.

## Біографія
Після закінчення Арканзаського університету навчався в Оксфордському університеті, закінчив також юридичний факультет Університету Джорджа Вашингтона у Вашингтоні. Потім викладав право в Арканзаському університеті; у 1939–1941 рр. був його ректором. У 1942 р. був обраний до Конгресу від Демократичної партії США. 1943 року Конгрес прийняв резолюцію Фулбрайта, яка схвалювала участь США у майбутній Організації Об'єднаних Націй.
У 1944 р. Фулбрайт був обраний в Сенат США (1945–1975). На цій посаді він висунув програму обміну студентами США та зарубіжних країн. У 1946 році ця програма була затверджена і отримала назву Програма Фулбрайта (надалі були розроблені два незалежні напрямки для американських і для зарубіжних студентів). У рамках цієї програми були засновані стипендії та гранти Фулбрайта; до початку XXI століття їх отримали понад 80 тисяч американців і громадян інших країн.
Джеймс Фулбрайт чотири рази переобирався сенатором від штату Арканзас (округ, Арканзас) (1950, 1956, 1962, 1968). Він належав до помірно ліберального крила Демократичної партії. У 1950-х роках виступав проти маккартизму, на підтримку громадянських прав чорношкірих американців. На посаді голови сенатського комітету з міжнародних справ (1959–1974) підтримував розрядку міжнародної напруженості, рекомендував президенту Джону Кеннеді утриматися від вторгнення на Кубу, протестував проти рішення президента Ліндона Джонсона послати американські війська в Домініканську Республіку (1965). Велику популярність Фулбрайту принесли його виступи проти війни у В'єтнамі. У 1966 році він провів сенатські слухання про дії США в Південно-Східній Азії. Фулбрайт протестував проти бомбардувань Північного В'єтнаму, закликав до мирних переговорів з вирішення в'єтнамського конфлікту. В 1975 році, після того як не був переобраний до Сенату, вийшов у відставку.
Автор книг: «Старі міфи і нові реальності» (1964), «Амбіції влади» (1966), «Ущербний гігант» (1972).